# Albrighton (Bridgnorth)
Albrighton ist ein Dorf und eine Gemeinde (civil parish) in der Grafschaft Shropshire in den englischen West Midlands. Im Jahr 2020 hatte Albrighton etwa 4700 Einwohner. Die Gemeinde liegt in unmittelbarer Nähe zur Großstadt Wolverhampton. Albrighton ist die östlichste Gemeinde in Shropshire.
Das Dorf Albrighton verfügt über einen Bahnhof, der an die Linie Shrewsbury–Birmingham der West Midlands Railway angeschlossen ist. In der Nähe befinden sich zudem die Autobahn M54 und der Flugplatz Cosford der Royal Air Force.

## Geschichte
Die Anfänge Albrightons gehen auf das frühe Mittelalter zurück. Im Domesday Book wird der Ort unter dem Namen „Albricston“ erwähnt und dort als Ödland beschrieben. 1181 erfolgte der Bau der Maria Magdalena gewidmeten St. Mary Magdalene Church.
1232 wurde Albrighton durch eine königliche Charta das Recht verliehen, Märkte und Messen durchzuführen. Im 16. Jahrhundert gab es in Albrighton eine blühende Knopf-Industrie. In späteren Jahrhunderten war der Ort unter anderem auch bekannt, für die Herstellung von Uhren und Ziegelsteinen.